# 南兴盛胡同
南兴盛胡同，是位于中国北京市西城区中部的一条胡同。

## 简介
南兴盛胡同为西南曲折走向，南到成方街，北到西兴盛胡同。全长170米，平均宽8米。明朝是惜薪司西厂地界。清朝形成胡同，因为其北是镶红旗和镶蓝旗炮厂，所以称“炮厂胡同”。1911年之后，原直隶省省长吴赞周居住在今南兴盛胡同6号院，因为忌讳炮厂之名，故将胡同改名为“兴盛胡同”。1965年北京市整顿地名，根据胡同走向，将兴盛胡同析为南兴盛胡同、西兴盛胡同。该段在南，所以定名“南兴盛胡同”。2000年代，南兴盛胡同北段被拆除，兴建华荣公寓。南兴盛胡同南段被夹在中国石油国际事业大厦和居民小区之间，向北改为西折，从华荣公寓西侧通到兴盛街。